# SAS President Kruger
El SAS President Kruger fue la primera de las tres fragatas Tipo 12 de la clase President construidas en el Reino Unido para la Armada Sudafricana (SAN) durante la década de 1960. El barco pasó la mayor parte de su carrera entrenando y realizó visitas a puertos extranjeros en África, Europa Occidental y Estados Unidos. A fines de la década de 1960, fue modernizado y equipado para operar un helicóptero. A mediados de la década de 1970, el President Kruger jugó un papel menor en la Guerra de la frontera de Sudáfrica, realizando operaciones de patrullaje frente a la costa angoleña. El barco fue puesto en reserva en 1977, pero fue puesto nuevamente en servicio en 1980. Se hundió en 1982 con la pérdida de 16 vidas después de colisionar con su petrolero de reabastecimiento, el SAS Tafelberg, en el Atlántico Sur.

## Hundimiento
En la mañana del 18 de febrero de 1982, el President Kruger estaba realizando ejercicios antisubmarinos para el Curso de Comandancia de Oficiales Submarinos con el President Pretorius, el Emily Hobhouse y el Tafelberg. Los ejercicios de alta intensidad progresaron desde las 06:00 hasta las 23:00 durante varios días, y a diferentes candidatos a capitanes de submarinos se les dio la oportunidad de ejecutar un simulacro de ataque contra el Tafelberg. El resto del día, los barcos siguieron un estrecho curso en zigzag que permitió al submarino repetidas oportunidades de enfrentarse a los barcos de superficie en ejercicios de menor intensidad mientras la mayor parte de la tripulación descansaba. 
Las fragatas también estaban aprovechando la oportunidad para realizar ejercicios antisubmarinos, y a cada barco se le asignó un sector de patrulla por delante del Tafelberg. Se esperaba que las escoltas patrullaran sus áreas de forma aleatoria a 2000–5000 yardas (1800–4600 m) del Tafelberg. La estación del President Kruger estaba en el lado de babor del Tafelberg entre 10 y 330 grados y la del President Pretorius tenía una estación en el lado de estribor.
Aproximadamente a las 04:00, toda la formación tuvo que cambiar de dirección en 154 grados, una inversión de dirección casi completa, para permanecer dentro de su área de entrenamiento. Las fragatas tuvieron que cambiar de dirección primero para mantener sus posiciones de protección delante del Tafelberg en el nuevo rumbo. Las opciones del Presidente Kruger eran virar 200 grados a babor o 154 grados a estribor. Si bien el último giro era más pequeño y tácticamente sensato, era más peligroso ya que implicaba virar hacia los otros dos barcos. Críticamente, el inexperto oficial de guardia (OOW) eligió virar a estribor e inició un giro con 10 grados de timón en lugar del giro estándar de 15 grados. Un giro de 10 grados tenía un radio mayor y tomaría más tiempo ejecutarlo que un giro de 15 grados, lo que le permitía al Tafelberg más tiempo para acercarse al barco que giraba frente a ella. Poco después de comenzar el viraje, se produjo una discusión entre el OOW y el oficial principal de guerra (PWO) sobre la cantidad adecuada de volante a aplicar. 
Aproximadamente a dos tercios del camino a través del viraje, la sala de operaciones perdió contacto por radar con el Tafelberg en el desorden porque el radar de navegación de alta definición estaba roto y el barco estaba usando el radar de búsqueda menos preciso. El OOW no pudo recuperar la situación, y la proa del Tafelberg impactó al President Kruger en su costado de babor a las 03:55. El impacto abrió un gran agujero en su costado y mató a 13 de los 15 hombres que dormían cerca del punto de colisión. El barco adquirió una gran escora y el capitán ordenó "abandonar el barco" a las 04:32. El ejercicio terminó inmediatamente y los otros barcos presentes comenzaron las operaciones de rescate. Más barcos, tanto militares como civiles, comenzaron a llegar después del amanecer, al igual que los aviones de la Fuerza Aérea Sudafricana. Un total de 177 tripulantes de los 193 a bordo fueron rescatados.

## Consecuencias
Poco después se nombró una junta de investigación naval que determinó que la causa de la colisión fue la falta de habilidad marinera del capitán y los oficiales de guardia del barco. El Ministro de Justicia, Kobie Coetsee, introdujo posteriormente un cambio retroactivo en la ley para permitirle realizar una investigación sobre la muerte del único tripulante cuyo cuerpo fue encontrado. La investigación duró un año y atribuyó la culpa al capitán y al oficial de guardia.